# Universität für Bodenkultur Wien
Die Universität für Bodenkultur Wien (kurz BOKU) ist eine 1872 gegründete Universität.

## Geschichte

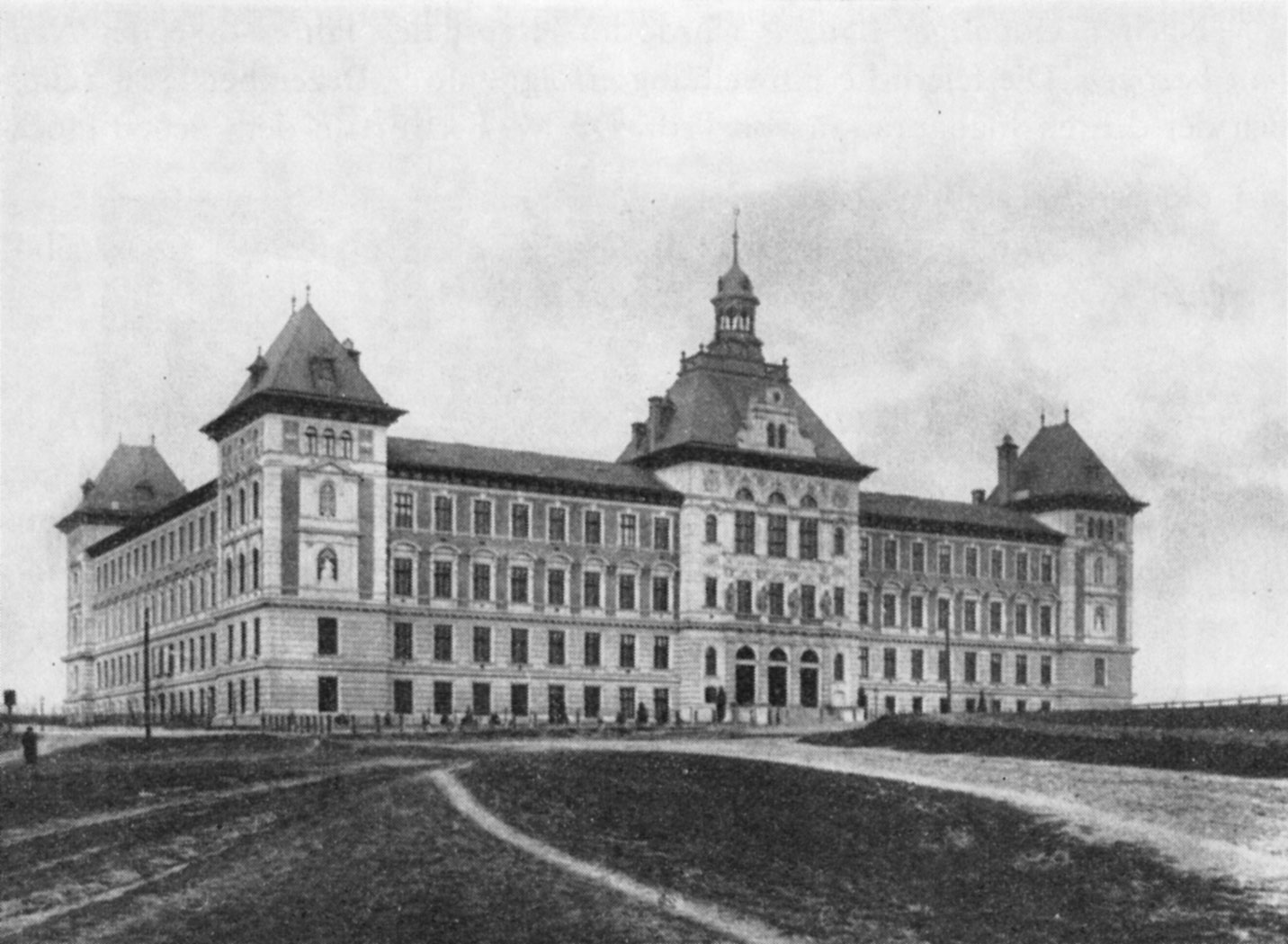
Gregor-Mendel-Haus 1896

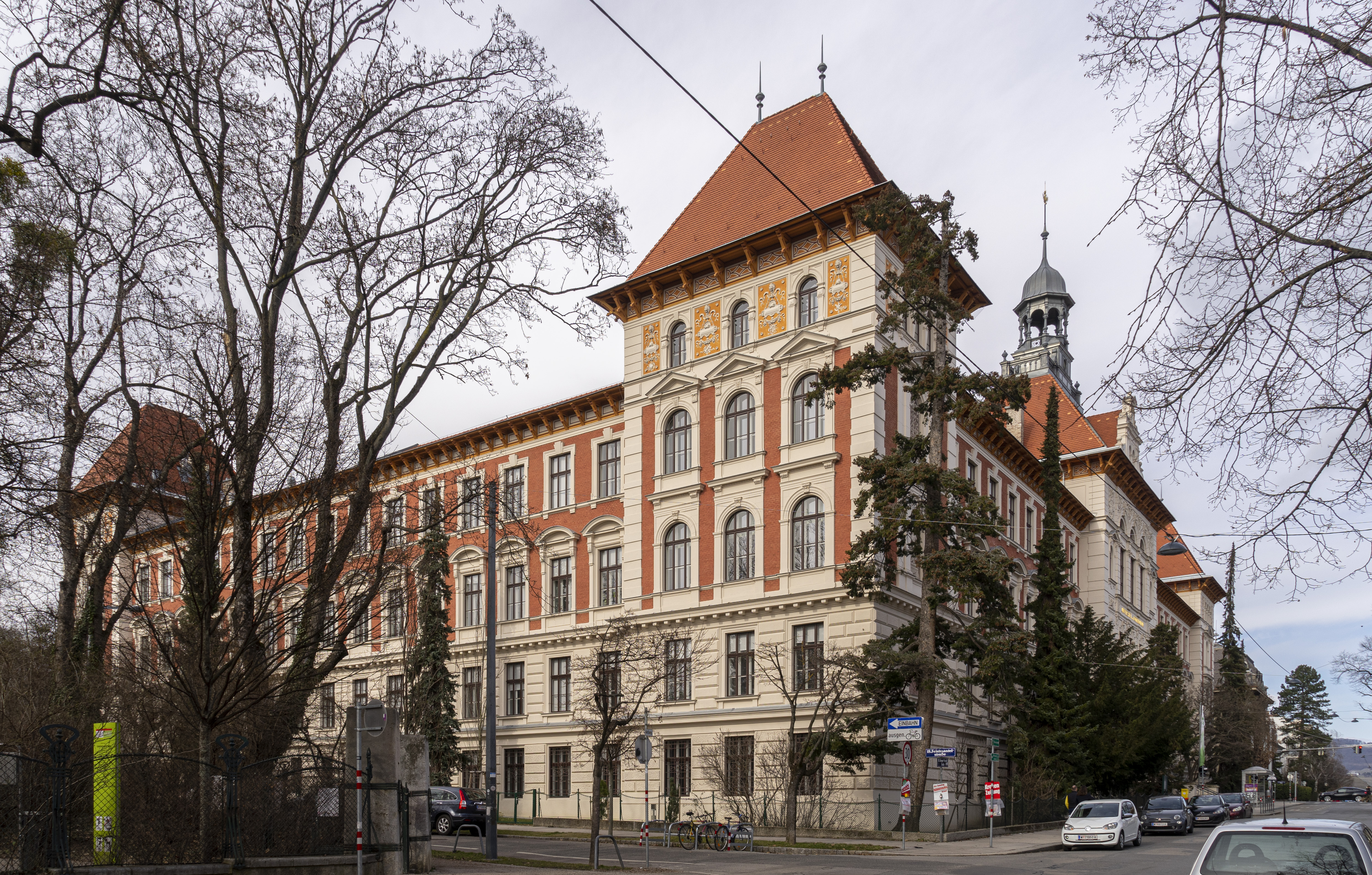
Gregor-Mendel-Haus heute

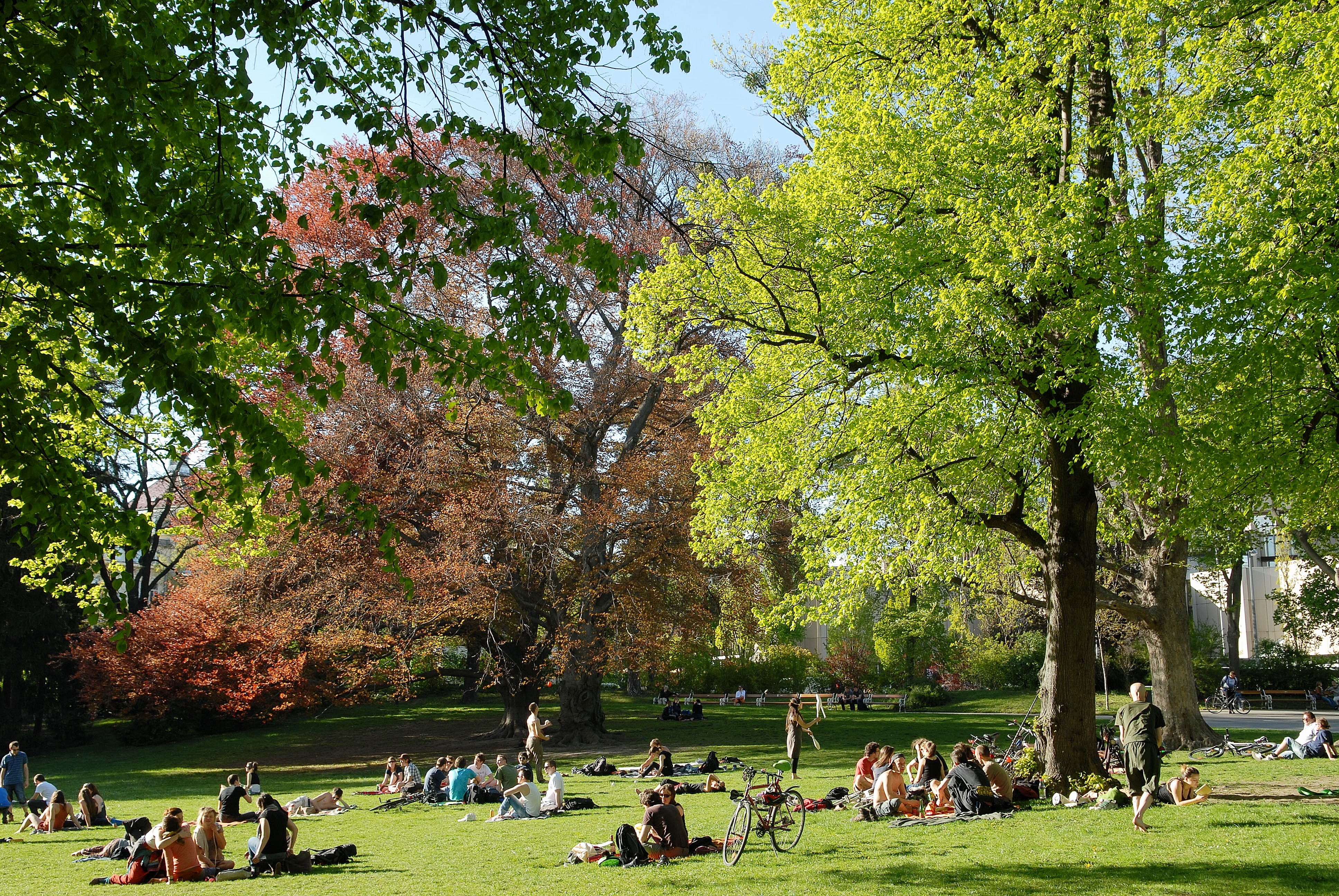
Der Türkenschanz-Park am gleichnamigen BOKU-Standort

Die „k.k. Hochschule für Bodencultur“ wurde 1872 mit Rektorats- und Dekanatsverfassung in Wien gegründet, die Eröffnung fand am 15. Oktober 1872 statt. Zu ihren Gründungsvätern gehörte unter anderem Joseph Roman Lorenz. 1872/1873 erfolgte die Einrichtung der landwirtschaftlichen Sektion im Palais Schönborn in Wien-Josefstadt, Laudongasse 15–19. Im Jahr 1874 wurde der „Unterstützungsverein für dürftige und würdige Hörer der k.k. Hochschule für Bodencultur“ gegründet. Die Auflösung der k.k. Forstakademie in Mariabrunn im Jahr 1875 führte zur Überleitung des Forststudiums an die Hochschule; es folgte die Errichtung der forstlichen Sektion in Wien-Josefstadt, Skodagasse 17. 1883/84 wurde ein dreijähriger Kurs für Kulturtechniker als dritte Studienrichtung eingeführt.
1887 wurde die Dekanatsverfassung aufgehoben; die Hochschule wurde fortan nur mehr von einem Professorenkollegium unter Vorsitz eines Rektors geleitet. 1896 erfolgte die Eröffnung des heutigen Hauptgebäudes in der Gregor-Mendel-Straße (im 18. bzw. 19. Wiener Gemeindebezirk – an der Türkenschanze), 1903 die Eröffnung der Versuchswirtschaft in Groß-Enzersdorf. 1906 erhielt die Hochschule das Promotionsrecht; der erste Promovierte war der Forstwissenschaftler Rudolf Jugoviz. 1911/1912 wurde die Hochschule mit dem Adolf-von-Guttenberg-Haus (früher land- und forstwirtschaftliches Museum) erweitert. Im Jahre 1917 wurde der Titel „Ingenieur“ für Absolventen eingeführt. 1919 wurden erstmals Frauen zum Studium zugelassen, von einzelnen Professoren aber grundsätzlich als dazu nicht geeignet betrachtet. 1930/31 fand die Erweiterung des Hochschulgeländes durch das Justus von Liebig-Haus statt.
In der Zwischenkriegszeit war die Hochschule nicht nur deutschnational eingestellt, wie die meisten anderen österreichischen Hochschulen auch, sondern offen antisemitisch und nicht selten nationalsozialistisch geprägt, woran Professoren als auch Studenten Anteil hatten. 1923 beschloss das Professorenkollegium eine gegen jüdische Studenten gerichtete Resolution, der viele weitere folgten. In der Studentenschaft wurde schon in den frühen Zwanzigerjahren das Hakenkreuz verwendet. Nach dem „Wahlsieg“ der NSDAP vom 5. März 1933 im Deutschen Reich fand am 7. März eine von Prorektor Wilhelm Olbrich geförderte Anschlusskundgebung statt; Werbeplakate für die SS waren vom Rektorat erlaubt.
Die Diktaturregierung Dollfuß entmachtete daher am 3. Mai 1934 das Rektorat durch die Einsetzung des Bundeskommissars Otto Skrbensky (1887–1952). Er hatte das Recht, Studierende von der Hochschule zu verweisen, und betrieb die Enthebung von fünf Professoren. 1934 wurde eine Polizeiwache im Hauptgebäude der Hochschule eingerichtet. Der amtierende Rektor Emmerich Zederbauer wurde im März 1938 als politischer Häftling verhaftet und ins KZ Dachau deportiert, aus dem er am 20. September 1938 entlassen wurde. Der gegen den Nationalsozialismus eingestellte Professor Hans Karl von Zessner-Spitzenberg wurde am 18. März 1938 verhaftet und starb am 1. August 1938 im KZ Dachau.
Im Wintersemester 1945/46 waren an der Hochschule für Bodenkultur insgesamt nur 158 Studenten eingeschrieben. Davon waren 54 Frauen (34 %); nach Kriegsende kam es auf Grund des Rückstaus ähnlich wie nach dem Ersten Weltkrieg zu einem Höchststand innerhalb der Studierendenzahlen. So waren im Wintersemester 1947/48 1.388 Studierende inskribiert, wobei die Zahl der Studentinnen in absoluten Zahlen auf 170 anstieg, jedoch prozentuell auf 12 % absank. Nachdem der Rückstau abgebaut war, ging auch die Studierendenzahl weiter zurück. Im Wintersemester 1955/56 waren 565 Studenten eingeschrieben und der Anteil der Frauen betrug in etwa dem Vorkriegsniveau von 5 % bzw. waren es in absoluten Zahlen nur mehr 29 Studentinnen.
1960 erfolgte die Fertigstellung des Wilhelm-Exner-Hauses. 1972 wurde das hundertjährige Bestehen der Hochschule gefeiert. Drei Jahre später wurde sie in Universität für Bodenkultur Wien umbenannt und der Universitätskomplex mit dem Franz-Schwackhöfer-Haus nochmals erweitert. 1980 fand eine Institutionsgliederung statt. 1984 gab es zwei Erweiterungen der BOKU durch den Türkenwirt und das Adolf-Cieslar-Haus (ehemalige Internatsschule). 1995 feierte die Studienrichtung Lebensmittel- und Biotechnologie (bis 1984 Lebensmittel- und Gärungstechnologie) ihr fünfzigjähriges Bestehen. Nur zwei Jahre später wurde das 125-jährige Gründungsjubiläum der BOKU gefeiert. 2001 fand – wie auch bei allen anderen Universitäten Österreichs – die Einführung von Studiengebühren statt, die 2008 bundesweit wieder teilweise abgeschafft wurden.

Historisches Logo, in Verwendung bis März 2024

Im Zuge der Initiative Life Science Austria (ab 2000) wurde das Profil der Universität von landwirtschaftlicher Orientierung in Richtung Life Science (Lebens- oder Biowissenschaften) mit einem moderneren, umfassenderen Begriff geschärft. Zusammen mit der Universität Hohenheim, der Königlichen Veterinär- und Landwirtschaftsuniversität Kopenhagen, der Schwedischen Universität für Agrarwissenschaften Uppsala und der Universität Wageningen wurde 2001 die Euroleague for Life Sciences gegründet. Die BOKU hat sich in viele weitere internationale Netzwerke eingebracht; zuletzt 2019 in EPICUR und das Africa UniNet.

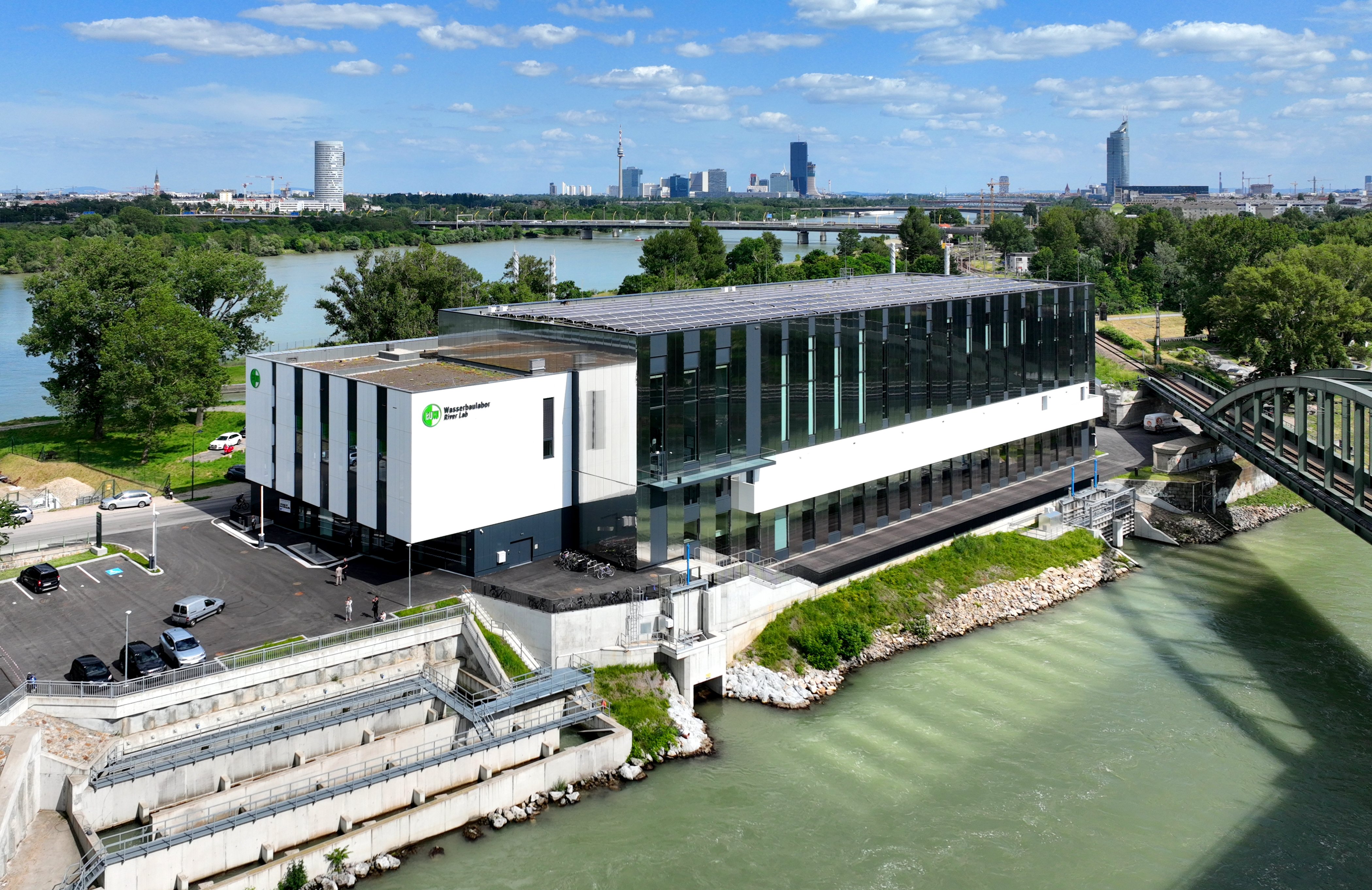
Wasserbaulabor der BOKU am Brigittenauer Sporn im 20. Wiener Gemeindebezirk Brigittenau

Am 12. Juni 2023 wurde das Wasserbau-Labor der BOKU am Brigittenauer Sporn im 20. Wiener Gemeindebezirk Brigittenau nach drei Jahren Bauzeit feierlich eröffnet. Initiator und Projektleiter war Helmut Habersack vom Institut für Wasserbau, Hydraulik und Fließgewässerforschung. Mit 10 m³ Durchfluss pro Sekunde ohne Pumpen besitzt das neue Wasserbaulabor ein weltweites Alleinstellungsmerkmal. Die Errichtungskosten betrugen rund 49 Millionen Euro.

## Departments
Im Rahmen einer Umstrukturierung basierend auf dem Universitätsgesetz (UG) 2002 wurden die bislang eigenständigen Institute zu 13 Departments mit unterstellten Abteilungen und Instituten umgewandelt. Nach weiteren Änderungen in der Organisationsform der Universität bestanden bis Ende 2024 15 Departments. Eine weitere Reorganisation erfolgte zum 1. Jänner 2025, wobei die Anzahl der Departments auf sechs reduziert wurde:
- Department für Agrarwissenschaften
- Department für Biotechnologie und Lebensmittelwissenschaften
- Department für Landschaft, Wasser und Infrastruktur
- Department für Naturwissenschaften und Nachhaltige Ressourcen
- Department für Ökosystemmanagement, Klima und Biodiversität
- Department für Wirtschafts- und Sozialwissenschaften

## Wissenschaftliche Zentren
- Zentrum für Agrarwissenschaften
- Zentrum für Bioökonomie
- Zentrum für Globalen Wandel und Nachhaltigkeit

Die BOKU ist auch Mitglied des 2012 gegründeten Verbunds Allianz Nachhaltiger Universitäten, dessen Ziel es ist, Nachhaltigkeit an Universitäten zu fördern.

## Studienangebot
Die Lehre an der BOKU folgt dem sog. Drei-Säulen-Prinzip, d. h. dass die Curricula aller Bachelor- und Masterstudien neben den fachspezifischen Inhalten immer auch Lehrveranstaltungen aus den Naturwissenschaften, technischen/Ingenieurwissenschaften sowie Wirtschafts- und Sozialwissenschaften (inkl. der Rechtswissenschaften) enthalten. Das entspricht der interdisziplinären Ausrichtung der BOKU-Studien und fördert das vernetzte Verständnis der Inhalte.
Derzeit (Studienjahr 2023/24) gibt es an der BOKU sieben Bachelorstudien und 31 Masterstudien, von denen 13 international studiert werden können und 17 in englischer Sprache. Neben den traditionellen Doktoratsstudien gibt es auch zehn Doctoral Schools, strukturierte Programme, die auf spezialisierte Forschungsfragen fokussieren, davon zwei PhD-Programme.

## Gebäude

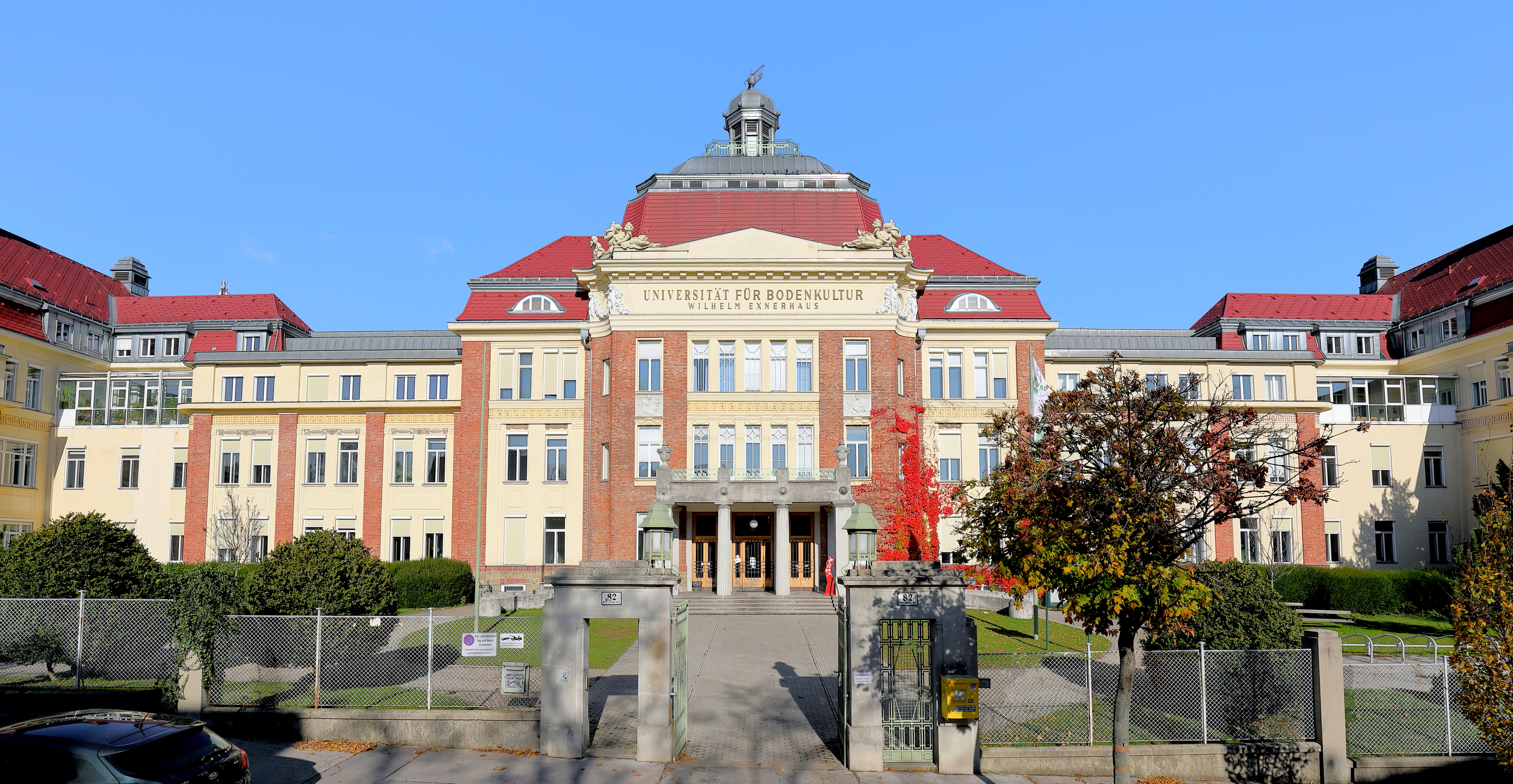
Wilhelm-Exner-Haus

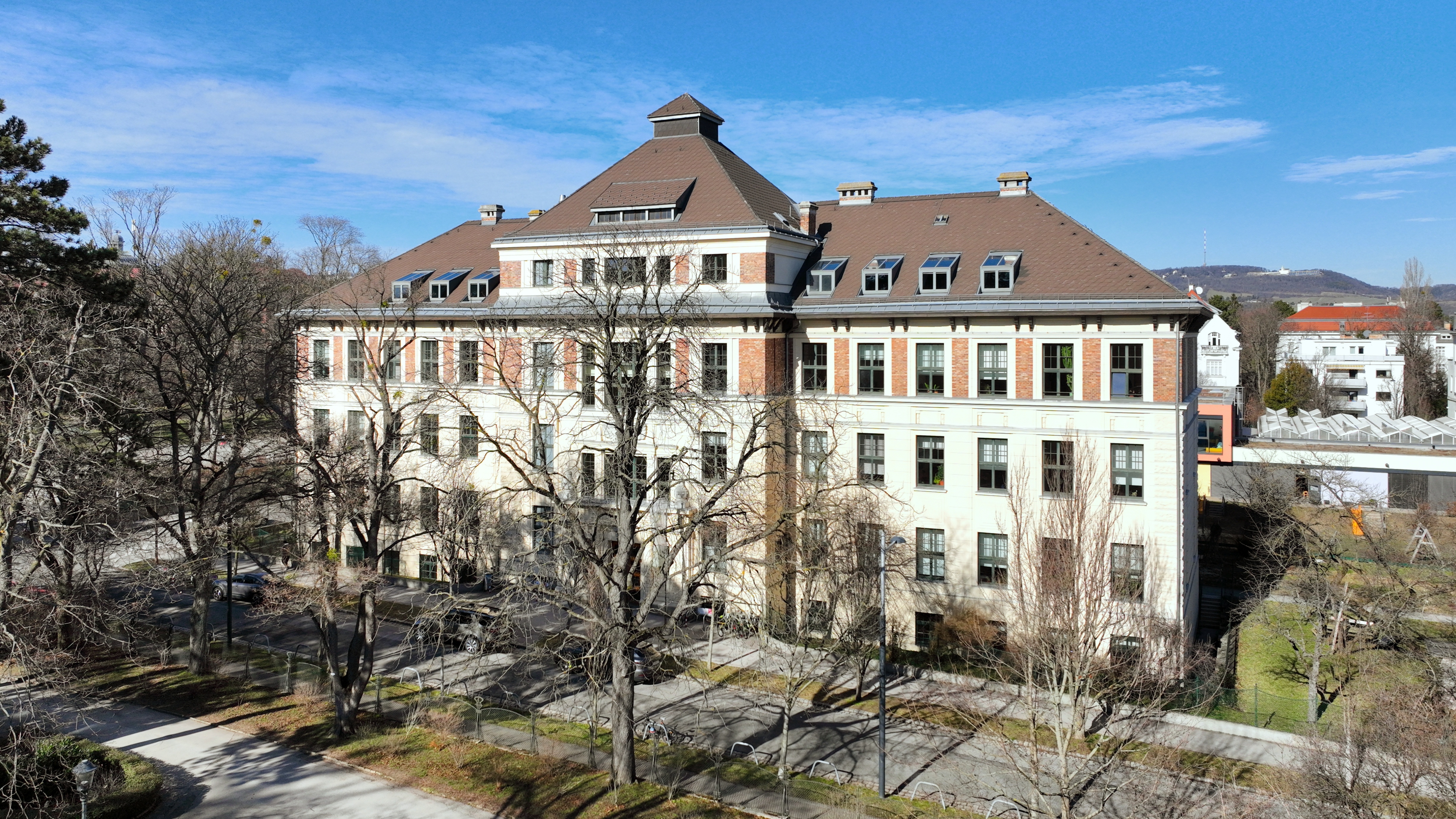
Guttenberg-Haus

Quelle:

### Standort Türkenschanze
- Gregor-Mendel-Haus (Hauptgebäude) (1180 Wien, Gregor-Mendel-Straße 33)[16]

Koordinaten: 48° 14′ 11,7″ N, 16° 20′ 14,9″ O
- Justus v. Liebig-Haus (1180 Wien, Gregor-Mendel-Straße 33)
- Wilhelm-Exner-Haus (1190 Wien, Peter-Jordan-Straße 82); seit 1960
- Franz-Schwackhöfer-Haus (1190 Wien, Peter-Jordan-Straße 82)
- Adolf-von-Guttenberg-Haus (1180 Wien, Feistmantelstraße 4)
- Oskar-Simony-Haus (1180 Wien, Peter-Jordan-Straße 65)
- Adolf Cieslar-Haus (1190 Wien, Peter-Jordan-Straße 70)
- BOKU-International Relations, Villa (1190 Wien, Peter-Jordan-Straße 82a)
- Türkenwirt-Gebäude (TÜWI) (1190 Wien, Peter-Jordan-Straße 76)
- Ilse Wallentin-Haus (1190 Wien, Peter-Jordan-Straße 82)

### Standort Muthgasse
- Emil-Perels-Haus, „Muthgasse I“ (1190 Wien, Muthgasse 18 / Nussdorfer Lände 11)[17]
- Armin-Szilvinyi-Haus „Muthgasse II“ (1190 Wien, Muthgasse 18)
- Simon-Zeisel-Haus „Muthgasse III“ (1190 Wien, Muthgasse 11)
- Außenanmietung „Muthgasse 107“ (1190 Wien, Muthgasse 107)

### Standort Tulln
- IFA Tulln – Department für Agrarbiotechnologie (3430 Tulln, Konrad-Lorenz-Straße 20)[18][19]
- Inge-Dirmhirn-Haus „UFT Tulln“ (3430 Tulln, Konrad-Lorenz-Straße 24)

### Außenstellen
- Versuchswirtschaft Groß-Enzersdorf (2301 Groß-Enzersdorf, Schloßhofer Straße 31)[20]
- Außenstelle Essling „Versuchsstandort für Ingenieurbiologie und Landschaftsbau“ (1210 Wien, Schlachthammerstraße 86)
- Versuchszentrum Jedlersdorf (1210 Wien, Gerasdorfer Straße 103)
- Versuchsgarten Obstbau (1210 Wien, Sowinetzgasse 1)
- Gustav-Hempel-Haus „Knödelhütte“ und Forstlicher Versuchsgarten (1140 Wien, Knödelhüttenstraße 37)
- Lehrforst-Zentrum Heuberg/Rosalia (7212 Forchtenstein, Heuberg 82)
- WasserCluster Lunz (3293 Lunz am See) (3293 Lunz am See)
- Wasserbaulabor der BOKU (1200 Wien, Brigittenauer Sporn 3)
- Außenstelle Schottenfeldgasse – Institut für Soziale Ökologie (1070 Wien, Schottenfeldgasse)

## Persönlichkeiten

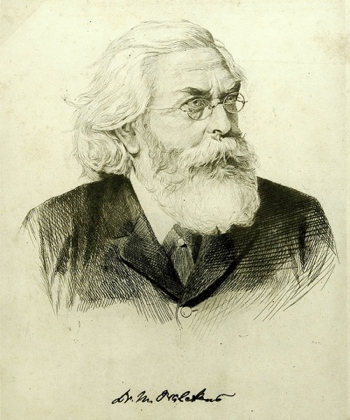
Martin Wilckens (1834–1897), Gründungsrektor der BOKU

### Bekannte Wissenschaftler
- Walter Bitterlich (1908–2008) – Forstwissenschaftler und Erfinder
- Adolf Cieslar – Forstwissenschaftler
- Adolf Ritter von Guttenberg (1839–1917) – Forstwissenschaftler
- Friedrich Haberlandt (1826–1878) – Pflanzenwissenschaftler, Einführung der Sojabohne in Mitteleuropa
- Herbert Killian (1926–2017) – der erste habilitierte Forsthistoriker Österreichs
- Josef Kisser – Botaniker
- Helga Kromp-Kolb (* 1948) – Meteorologin und Klimaforscherin, Wissenschaftlerin des Jahres 2005
- Wilhelm zu Leiningen-Westerburg-Neuleiningen (1875–1956) – Chemiker und Forstwissenschaftler
- Emil Perels (1837–1893) – Landtechniker
- Karl Prachar (1925–1994) – Mathematiker
- Peter Ruckenbauer (1939–2019) – Pflanzenzüchter, Initiator des BOKU-Standortes Tulln
- Karl E. Schedl (1898–1979) – Zoologe und Forstwissenschaftler
- Franz Schwackhöfer (1843–1903) – Chemiker
- Hans Martin Steiner (1938–2014) – Zoologe
- Erich von Tschermak-Seysenegg (1871–1962) – Pflanzenzuchtforscher, Wiederentdeckung der Mendelschen Vererbungsregeln
- Theodor von Weinzierl (1853–1917), Agrarwissenschaftler und Pionier der landwirtschaftlichen Samenkunde in Österreich
- Peter Weish (* 1936) – Zoologe und Humanökologe
- Manfried Welan (1937–2024) – Politik- und Rechtswissenschaftler
- Martin Wilckens (1834–1897) – Tierzuchtforscher und Gründungsrektor der BOKU

### Rektoren
siehe: Liste der Rektoren BOKU

### Bekannte Absolventen

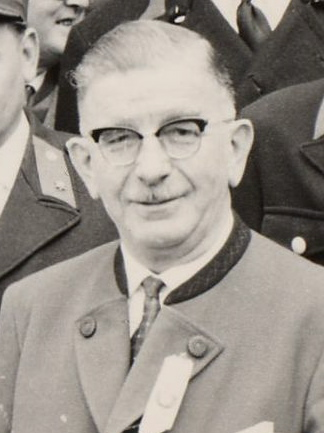
Leopold Figl (1902–1965)

- Klaus Hubert Auer (* 1962) – (ÖVP), Abgeordneter zum Nationalrat (2002–2008)
- Nikolaus Berlakovich (* 1961) – (ÖVP), Bundesminister für Land- und Forstwirtschaft (2008–2013)
- Luis Durnwalder (* 1941) – (SVP), Landeshauptmann von Südtirol (1989–2014)
- Leopold Figl (1902–1965) – (ÖVP), österreichischer Bundeskanzler (1945–1953)
- Franz Fischler (* 1946) – (ÖVP), EU-Kommissar für Landwirtschaft (1995–2004)
- Monika Forstinger (* 1963) – (FPÖ), Bundesministerin für Verkehr, Innovation und Technologie (2000–2002)
- Günter Haiden (1926–2004) – (SPÖ), Bundesminister für Land- und Forstwirtschaft (1976–1986)
- Eduard Hartmann (1904–1966) – (ÖVP), Bundesminister für Landwirtschaft (1959–1964)
- Hans Hoyos-Sprinzenstein (1923–2010) – Forstwirt und Vizepräsident des Hauptverbandes der Land- und Forstwirtschaftsbetriebe Österreichs
- Fritz Kaltenegger (* 1971) – Generalsekretär der ÖVP (2008–2011)
- Max Krott (* 1955) – Forstwissenschaftler und Politologe, seit 1995 Professor an der Georg-August-Universität Göttingen
- Sixtus Lanner (1934–2022) – Generalsekretär der ÖVP (1976–1982)
- Hans Lechner (1913–1994) – (ÖVP), Landeshauptmann von Salzburg (1961–1977)
- Josef Löschnig (1872–1949) – Landesobstbauinspektor, Hofrat und Autor zahlreicher Bücher über Obst- und Weinbau
- Hermann Neubacher (1893–1960) – NSDAP, Wiener Bürgermeister (1938–1940)
- M.Hedwig Pauer OCist., Äbtissin Marienfeld
- Alois Partl (* 1929) – (ÖVP), Landeshauptmann von Tirol (1987–1993)
- Erwin Pröll (* 1946) – (ÖVP), Landeshauptmann von Niederösterreich (1992–2017)
- Josef Pröll (* 1968) – (ÖVP), Finanzminister und Vizekanzler (2008–2011)
- Josef Riegler (* 1938) – (ÖVP), Bundesminister (1987–1989 Land- und Forstwirtschaft, 1989–1991 Föderalismus und Verwaltungsreform) und Vizekanzler (1989–1991)
- Andrä Rupprechter (* 1961) – (ÖVP), Bundesminister für Land- und Forstwirtschaft (2013–2017)
- Hermann Schaller (1932–2025) – (ÖVP), Landesrat in der Steiermark (1986–1991)
- Uwe Scheuch (* 1969) – (FPÖ, BZÖ, FPK), Landeshauptmann-Stellvertreter von Kärnten (2008–2012)
- Karl Schleinzer (1924–1975) – (ÖVP), Bundesminister (1961–1970) und Bundesparteiobmann der ÖVP (1971–1975)
- Ludwig Schleritzko (* 1978) – (ÖVP), Landesrat in Niederösterreich (seit 2017)
- Ulf Stahl (1944–2019) – Mikrobiologe und Genetiker
- Oskar Weihs (1911–1978) – (SPÖ), Bundesminister für Land- und Forstwirtschaft (1970–1976)
- Ilse Wallentin (1895–1975) – erste weibliche BOKU-Absolventin, die den Grad einer Doktorin erworben hat
- Ernst Wiesinger (1925–2015) – (ÖVP), Abgeordneter zum Nationalrat (1965–1970)

## Blaskapelle

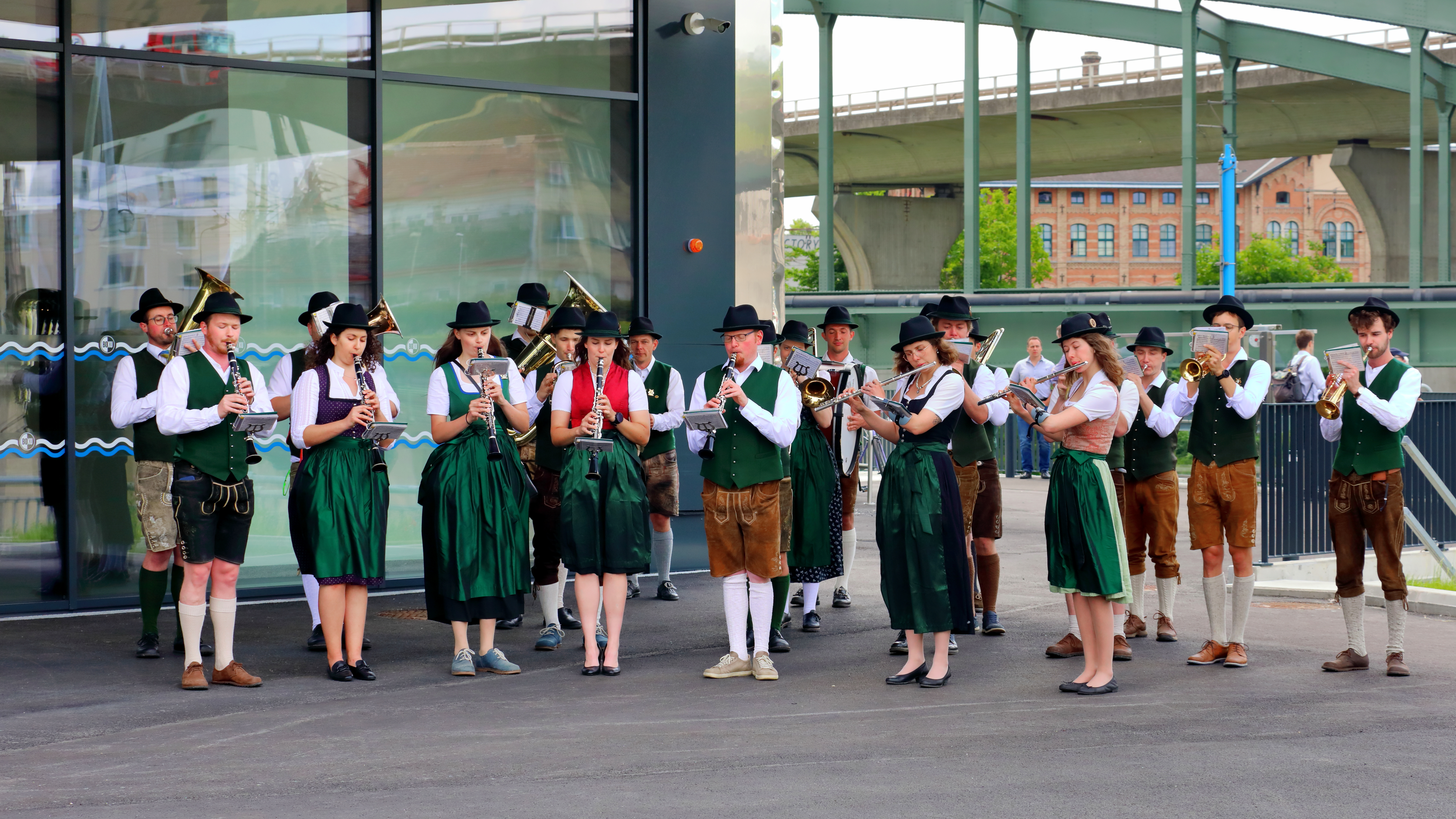
BOKU-Blaskapelle bei der Eröffnung des Wasserbaulabors

Die Universität hat eine eigene Blasmusikkapelle. Sie besteht in ihrer heutigen Form seit Herbst 2010 und hat etwa 100 Mitglieder (Stand 2023). Die Ursprünge gehen bis 2007 zurück als erstmals eine Gruppe musizierender Studierender das traditionelle Maibaumaufstellen an der BOKU mit traditioneller Blasmusik umrahmten.

## Kritik
Die BOKU steht in der Kritik, auch Esoterik und Pseudowissenschaft zu lehren. So hatten unter anderem Krista Federspiel und Florian Aigner moniert, dass dort die unwissenschaftliche Geomantie als Forschung Anwendung findet. Bei einer Diplomarbeit wurden Messungen mit Radiästhesie durchgeführt – einer pseudo- beziehungsweise parawissenschaftlichen Lehre. Weitere Beispiele für wissenschaftlich nicht anerkannte Methoden sind Abschlussarbeiten über angebliche Biophotonen oder Testverfahren in der anthroposophischen biologisch-dynamischen Landwirtschaft (Kupferchloridkristallisation).